# Hypermenorrhoe
Hypermenorrhoe (auch Hypermenorrhö) bezeichnet eine Form der Regeltypusstörung, die durch eine zu starke Menstruationsblutung mit Abgang von Blutkoageln und dadurch erhöhten Blutverlust während der Monatsblutung gekennzeichnet ist.
Die Hypermenorrhoe wird häufig von verlängerter Regelblutung (Menorrhagie) und extramenstruellen Blutungen (Zwischenblutung) begleitet.

## Definition
Eine Hypermenorrhoe liegt vor, wenn durch eine zu starke Menstruationsblutung mit Abgang von Blutkoageln der Blutverlust pro Monatsblutung mehr als 80 ml beträgt. Man spricht dann auch von einer „überregelstarken“ Blutung.

## Ätiologie
Die Ursachen der Hypermenorrhoe sind zu etwa 80 Prozent organisch, zu etwa 15 Prozent funktionell (ohne bekannte organische Ursache) und zu etwa 5 Prozent extragenital zu finden.
An organischen Ursachen ist zunächst die Kontraktionsfähigkeit bzw. Kontraktionsstörung der Gebärmuttermuskulatur zu nennen. Wenn diese durch Myome, intramurale Endometriose, Uterushypoplasie oder entzündliche Prozesse herabgesetzt ist, oder eine regelrechte Kontraktion des Uterus durch ein Intrauterinpessar, Polypen oder Karzinome des Endometriums verhindert wird, kommt es zu einem verstärkten Blutverlust.
Hormonelle Störungen, wie etwa ein Gestagenmangel, können durch Auswirkungen auf die Gebärmutterschleimhaut eine verstärkte Blutung auslösen.
An extragenitalen Ursachen wären zum Beispiel Blutgerinnungsanomalien und die Einnahme von Antikoagulantien zu nennen.

## Auftreten
Nach einer brasilianischen Querschnittstudie aus dem Jahr 2011 treten starke Menstruationsblutungen häufiger bei über 40-jährigen Frauen auf, bei Frauen mit geringer Bildung, mit Fettleibigkeit, und nach mehr als vier Schwangerschaften.

## Komplikationen
Abgesehen von der beeinträchtigten Lebensqualität kann es durch eine länger fortbestehende Hypermenorrhoe zu einer Blutarmut (sekundäre Anämie) mit Mangel an roten Blutkörperchen (Erythrozyten) kommen.

## Diagnostik
Die anamnestische Angabe des Tampon- und Vorlagenverbrauchs, das Ausmaß der Anämie und der Abgang von Blutkoageln sind Anhaltspunkte für die Schwere der Hypermenorrhoe. Durch eine gynäkologische Untersuchung mit Durchführung einer Ultraschalluntersuchung der Gebärmutterhöhle lässt sich in vielen Fällen die Ursache der Hypermenorrhoe ermitteln.

## Therapie
Bei organisch und extragenital verursachten Hypermenorrhoen muss eine kausale Therapie erfolgen. Dies ist bei schwächeren Hypermenorrhoen oft durch niedrigdosierte Hormongaben möglich. Bei starken Hypermenorrhoen reicht das therapeutische Spektrum von der hochdosierten Hormontherapie über GnRH-Analoga und Uterotonika bis hin zur fraktionierten Abrasio uteri, wobei durch die Ausschabung der Gebärmutterschleimhaut nicht nur die Blutungsquelle entfernt und die Blutung dadurch gestoppt wird, sondern auch eine pathologisch-histologische Begutachtung möglich wird. In besonderen Fällen kommt auch die hysteroskopische oder thermische Endometriumablation in Frage. Die Wahl des Behandlungsverfahrens wird stets individuell nach gynäkologischer Untersuchung und in Berücksichtigung des Alters und des Befundes getroffen.
Als Ultima Ratio kommt bei abgeschlossener Familienplanung und unbefriedigender bisheriger Behandlung die Hysterektomie, die Gebärmutterentfernung, in Betracht.